# Iya Ninidze
Iya Ninidze (en géorgien ია ბორისის ასული ნინიძე), née le 8 septembre 1960 à Tbilissi (alors en URSS), est une actrice géorgienne.

## Biographie
Iya Ninidze naît dans la famille d'un réalisateur de télévision et d'une professeur de russe. Elle grandit à Tbilissi, où elle est diplômée d'une école chorégraphique.
Elle fait ses débuts au cinéma à l’âge de huit ans, dans le rôle de Tsitsino dans la comédie Ne sois pas triste de Gueorgui Danielia en 1969.
Elle se fait connaitre en 1976, avec le rôle de Denise de Flavigny dans Les Hirondelles célestes de Leonid Kvinikhidze adapté de l'opérette Mam'zelle Nitouche de Henri Meilhac et Albert Millaud.
En 1981, elle est diplômée de VGIK (cours de Sergueï Bondartchouk) et, la même année, devient artiste du Théâtre national Roustavéli.
En 1997, elle s'installe à Moscou.

## Filmographie
- 1976 : Ne sois pas triste (Не горюй!) de Gueorgui Danielia : Tsitsino
- 1976 : Les Hirondelles célestes (Небесные ласточки) de Leonid Kvinikhidze : Denise de Flavigny
- 1982 : Les larmes coulaient (Слёзы капали) de Gueorgui Danielia : fille médiévale
- 1984 : Le Repentir (Покаяние) de Tenguiz Abuladze : Guliko
- 2012 : Keep Smiling (გაიღიმეთ) de Rusudan Chkonia : mère de Lizi
- 2016 : Hôtel Eleon (Отель Элеон) : femme de Radmir (épisode 56)